# Блумер (тауншип, Миннесота)
Блумер (англ. Bloomer) — тауншип в округе Маршалл, Миннесота, США. На 2000 год его население составило 92 человека.

## География
По данным Бюро переписи населения США площадь тауншипа составляет 94,3 км², из которых 94,3 км² занимает суша, водоёмов нет.

## Демография
По данным переписи населения 2000 года здесь находились 92 человека, 30 домохозяйств и 27 семей. Плотность населения —  1,0 чел./км². На территории тауншипа расположено 33 постройки со средней плотностью 0,3 построек на один квадратный километр. Расовый состав населения: 95,65 % белых, 4,35 % — других рас США. Испанцы или латиноамериканцы любой расы составляли 4,35 % от популяции тауншипа.
Из 30 домохозяйств в 40,0 % воспитывались дети до 18 лет, в 80,0 % проживали супружеские пары, в 3,3 % проживали незамужние женщины и в 10,0 % домохозяйств проживали несемейные люди. 6,7 % домохозяйств состояли из одного человека, при том ни в одном из них не проживали одинокие пожилые люди старше 65 лет. Средний размер домохозяйства — 3,07, а семьи — 3,19 человека.
27,2 % населения младше 18 лет, 12,0 % в возрасте от 18 до 24 лет, 30,4 % от 25 до 44, 25,0 % от 45 до 64 и 5,4 % старше 65 лет. Средний возраст — 34 года. На каждые 100 женщин приходилось 114,0 мужчин. На каждые 100 женщин старше 18 приходилось 116,1 мужчин.
Средний годовой доход домохозяйства составлял 33 438 долларов, а средний годовой доход семьи —  29 250 долларов. Средний доход мужчин —  30 833  доллара, в то время как у женщин — 14 583. Доход на душу населения составил 15 853 доллара. За чертой бедности находились 7,4 % семей и 6,6 % всего населения тауншипа.